# Wayford
Wayford is een civil parish in het bestuurlijke gebied South Somerset, in het Engelse graafschap Somerset met 114 inwoners.